# Cupro

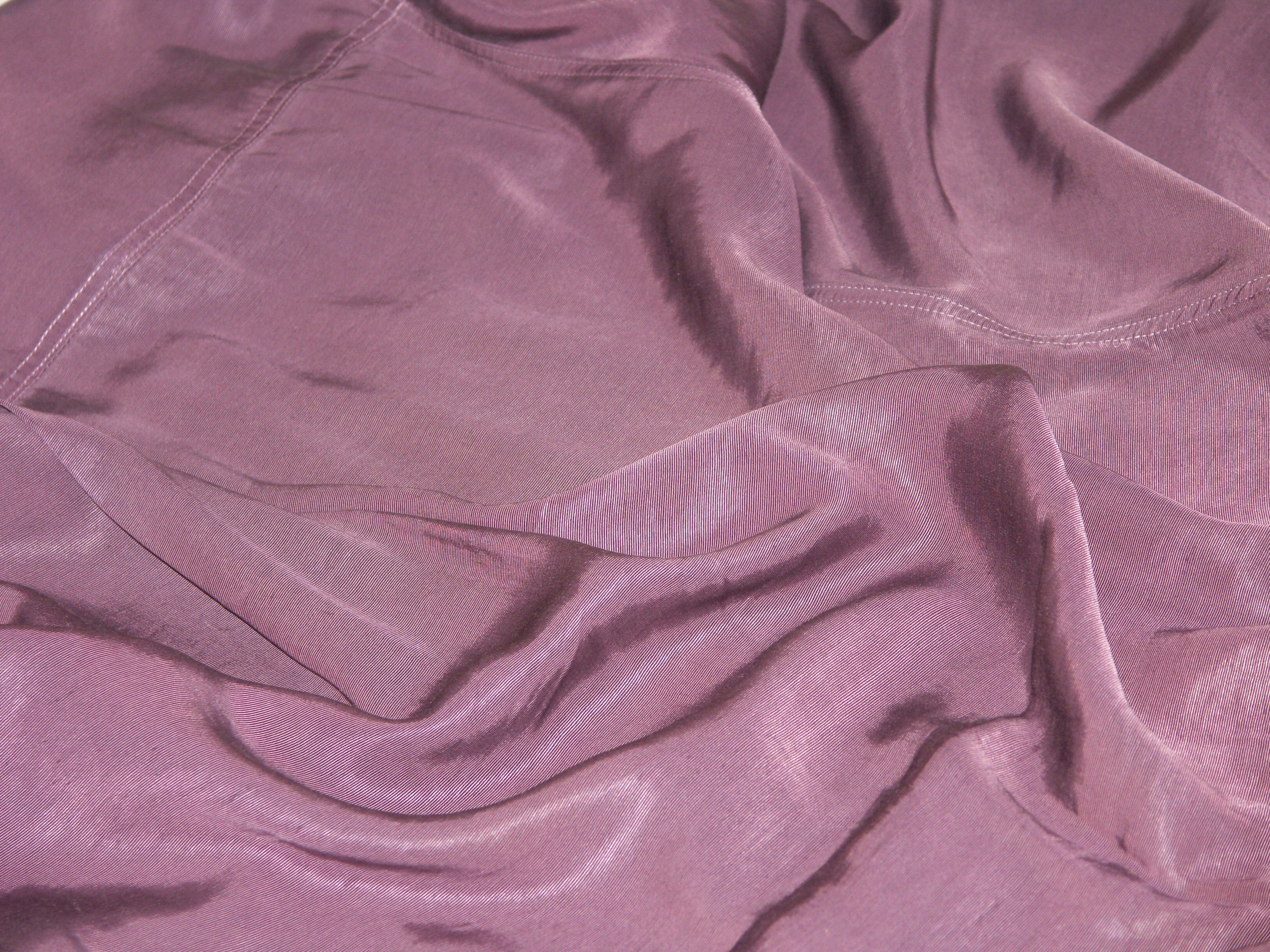
Teixit fet amb fil de cupro

El cupro és una fibra sintètica fabricada amb cel·lulosa a partir del procediment per l'òxid de coure amoniacal, també anomenat mètode cuproamoniacal. Aquest procediment fou implementat a Alemanya a finals del segle xix i va començar a fer-se de manera industrial a partir de 1911. En teixir el cupro s'obté una fibra de textura sedosa i bastant econòmica, que s'utilitza sobretot en folres.